# Goldener Spatz 2011
Das 19. Deutsche Kinder-Medien-Festival „Goldener Spatz“ fand vom 22. bis 28. Mai 2011 in Gera und Erfurt statt.

## Preisträger

### Preise der Kinderjury
- Kino-/Fernsehfilm: Groupies bleiben nicht zum Frühstück (Buch: Kristina Magdalena Henn, Lea Schmidbauer; Regie: Marc Rothemund)
- Kurzspielfilm, Serie/Reihe: Halbe Portionen (Buch und Regie: Martin Busker)
- Information/Dokumentation: pur+: Computerspiele (Buch: Achim Odziomek)
- Minis: Hurdy Gurdy (Buch: Daniel Seideneder, Regie: Daniel Seideneder und Daniel Pfeiffer)
- Unterhaltung: Die Sendung mit dem Elefanten: Folge 172 (Buch und Regie: Leona Frommelt und Renate Bleichenbach)
- Animation: Konferenz der Tiere (Buch: Oliver Huzly und Reinhard Klooss; Regie: Reinhard Klooss und Holger Tappe)
- Bester Darsteller/-in: Lorenz Harder (für seine Rolle als Luka in Halbe Portionen)
- Regisseur zum besten Kino-/Fernsehfilm (Sonderpreis der Thüringer Staatskanzlei): Marc Rothemund

### Online Spatzen
- TV-Webseite: tivi.de
- Webseite: ampelini.de
- Onlinespiel: Löwenzahn – Superbauwagen

### Preise der Fachjury
- Bestes Vorschulprogramm: JoNaLu: Prinz Dreckspatz
- Preis des MDR-Rundfunkrates (für das beste Drehbuch): Michaela Hinnenthal und Thomas Schmid für Wintertochter
- Sonderpreis Goldener Spatz für Innovation: an Studio Soi für Das Bild der Prinzessin und Der Grüffelo

### SPiXEL-Preise
- Kategorie Information/Dokumentation: Bolzplatz (Lucas Drobek mit Vater Lutz Meissner, Hamburg)
- Kategorie Animation: Aquarell-City 3900 („Moviebande“ der Grundschule Mitte Nördlingen)[1]
- Kategorie Spielfilm: Das Geheimnis des Halbteichs (Videoprojekt KUHLisse 2010 aus Reichenbach)